# Eliana Ramos
Eleana Ramos (Montevideo, 23 de diciembre de 1988 - Montevideo, 13 de febrero de 2007) fue una modelo uruguaya, hermana menor de la modelo Luisel Ramos (1984-2006); ambas fallecieron por un paro cardíaco, con seis meses de diferencia.
Nació en La Unión, un barrio de clase media en Montevideo. Su padre era el exfutbolista Luis Ramos (1939-), que acompañó a la Selección de fútbol de Uruguay en el Mundial de Fútbol de 1966, en Inglaterra.

## Modelaje
Ramos era un modelo de moda. Trabajaba con la prestigiosa agencia de modelos de Pancho Dotto, con sede en Argentina. Fuera del continente, Eleana también trabajó en México y se quedó en Japón durante 3 meses a principios de 2006 con su hermana Luisel.

## Muerte
El 13 de febrero de 2007, la abuela de Eleana Ramos la encontró muerta en la casa de sus padres en Montevideo (Uruguay), a los 18 años. Los exámenes preliminares indicaron que la causa de su muerte fue un ataque al corazón.
Sus compañeras modelos confirmaron que Eleana había sufrido mucho después de la muerte de su hermana Luisel Ramos (modelo, de 22 años) seis meses atrás, el 2 de agosto de 2006. Su hermana había sufrido un ataque al corazón durante un desfile de modas en un hotel de Montevideo.
La muerte llamó la atención mediática en América Latina, donde el tratamiento de la industria de la moda de las mujeres jóvenes ha sido objeto de debate desde que la anorexia se había cobrado en diciembre de 2006 la vida de varias mujeres en Brasil ―como la modelo Ana Carolina Reston y otras tres mujeres brasileñas―.
El padre de las hermanas, Luis Ramos, es un exfutbolista de la selección uruguaya de fútbol, y se enteró de la muerte de su hija mientras estaba de vacaciones con su esposa en otra parte del país.